# 由良浩明
由良 浩明（ゆら ひろあき、1981年7月21日 - ）は、日本のヴァイオリン奏者、プロデューサーと音楽監督、経営者。東京都八王子市出身。株式会社 Creative IntelligenceArts代表取締役。身長176cm。体重70kg。血液型O型。由良浅次郎の曾孫。元妻は由良瑞希。

## ヴァイオリニストとして
父の仕事関係で幼い頃は日本各地に転々と移動する。6歳からシドニー、オーストラリアに永住する。シドニーで本格的にヴァイオリニストとしての特訓を受ける。13歳の若さでAustralian Music Examination Boardのディプロマを最高成績でAssociate in Musicを受賞。14歳ではLicentiate in Musicを受賞。
シドニー大学でシージャン・ザン教授に師事し、マスタークラスではワンダ・ウィウコミルスカ、ザハール・ブロン、サルヴァトーレ・アッカルド、ピンカス・ズーカーマンなど数々の名ヴァイオリニストや巨匠から必ず高い評価を受ける。ユーディ・メニューイン国際コンクールではザハール・ブロンから弟子入りのオファーを断る。
チャイコフスキー国際コンクール、ヴィエニャフスキ国際ヴァイオリン・コンクール、仙台国際音楽コンクール、ユーディ・メニューイン国際コンクール、パガニーニ国際コンクールなどに日本として数々の国際コンクールに出場する。驚異的なテクニックを長所と誇り、音量と音のパワーに特化したイヴァン・ガラミアン派の演奏スタイルにより国際コンクールには適していないが、2002年ギズボーン国際音楽コンクールでは第2位と観客賞、第7回江藤俊哉ヴァイオリンコンクールでは優勝している。
中国では上海交響楽団、広州交響楽団、南京交響楽団、杭州交響楽団とソリストとして共演する。2002年に日本フィルハーモニー交響楽団とチャイコフスキーの協奏曲を共演して日本デビューする。他、東京フィルハーモニー交響楽団などゲストソリストとして招待される。同年、小泉純一郎首相（当時）が出席・スピーチしたAsia Societyのディナーパーティーにて演奏。
アレクサンダー・ガヴリリュク（ピアノ）、アレクシー・イェムツォヴ（ピアノ）、ジョン・ハーディング（指揮）や田中千香士（指揮）などとソロ・ヴァイオリニストやデュオなどで共演する。
涼宮ハルヒの弦奏にソロ・ヴァイオリニストとして出演し、好評を博したことから涼宮ハルヒの消失に、音楽の芸術監督、演奏・録音で参加。
2018年、マルコム・ターンブル豪首相が招待されたAustralian Standfirstのパーティーにて演奏。

## プロデューサー、経営者として
映画、ゲームやアニメのサウンドトラックを主に演奏する世界初のオフィシャルなオーケストラ、エミネンス交響楽団の創立者であり、ヴァイオリン演奏のほか、同楽団の芸術監督、コンサートマスターも務めている。
2009年、日本に帰国し活動の軸足を日本に移す。サラ・オレインの歌手デビューをプロデュース。光田康典から「英語で歌える歌手を探してほしい」というリクエストを受け、シドニー大学時代の後輩であったサラ・オレインを抜擢し、ゼノブレイドのエンディングテーマ「Beyond the Sky」のレコーディングにおける歌唱指導を担当。
ディアブロIIIにて録音監督を担当。演奏は自身がプロデュースするエミネンス交響楽団が務める。
2010年7月、音楽制作やゲーム、アニメの企画制作を手がける株式会社Creative Intelligence Artsを設立。同社代表取締役に就任。ソウルキャリバーVの音楽監督を手がける。
劇場版STEINS;GATE負荷領域のデジャヴにて演奏。Creative Intelligence Artsにて録音・MIXを行う。
Project Phoenixの総合プロデューサー／ディレクターとしてKickstarterで資金調達を展開。当時日本初のKiskstarterの案件であり、同時に日本初100ミリオンドル超えのプロジェクトとなる。しかし度重なる延期により2020年現在もリリースされておらず、出資者から批判を浴びた。
オリジナルアニメーション作品Under The Dogをプロデュース。Kickstarterでアニメ作品としては歴代最高額の出資を集めて製作が決まる 。
Rayark社が制作・プロデュースした音楽ゲーム「Deemo」にて、楽曲「I Race the Dawn」をプロデュース。同曲はAnnual Game Music Awards 2013にノミネートされ、「最優秀ボーカル賞」を受賞。
2016年、en:Tokyo_RPG_Factoryが開発、スクウェア・エニックスが発売したゲームタイル いけにえと雪のセツナに音響監督（ゲーム内のクレジットは「サウンドディレクター」）として参画、en:Golden Joystick Awards 2016にてBest Audioにノミネート。。Tokyo RPG Factoryの第２作LOST SPHEARにて音楽監督を続投。
同年、ゲーム開発会社AREA35を設立。2017年、自身が総合プロデュースを務めた戦略シミュレーションゲーム『en:Tiny Metal タイニーメタル』をリリース。
CGクリエーターの鈴木卓矢と3DCG制作SAFEHOUSEを設立。リアルタイムレンダリング分野の第一人者エラスマス・ブロスドー（ERASMUS BROSDAU）と密な連携で3DCG分野の事業を展開。
Blizzard Entertainmentと技術交流会をオーガナイズし、日本のトップクリエーターとBlizzard Entertainmentのクリエーターの現地交流を手がける。日本からの参加者はコザキユースケ、草野剛（草野デザイン事務所）、小林浩康（株式会社カラー取締役デジタル部長）ら。
ロード・オブ・ザ・リングなどの音楽を手掛けたエンジニアJohn Kurlanderとの親交は深く、Johnは株式会社Creative Intelligence Arts所属メンバーとなっている。ナイル・ロジャースの日本におけるマネジメントを担当。

## 主な作品
- Project Phoenix：ディレクター・プロデューサー
- いけにえと雪のセツナ（2016年）：音響監督（サウンド・ディレクター）
- Under The Dog（2015年）：プロデュース
- 劇場版STEINS;GATE負荷領域のデジャヴ（2013年）：演奏・録音・MIX
- NARUTO疾風伝 ナルティメットストーム3 （2013年）：演奏・録音・MIX
- ソウルキャリバーV（2012年）：音楽監督・プロデューサー
- ディアブロ3（2012年）：録音監督
- 涼宮ハルヒの消失（2010年）：芸術監督
- 戦場のヴァルキュリア（2008年）：録音監督
- タイニーメタル（2017年）：総合プロデュース